# Allée funéraire de Honrède
L'Allée funéraire d'Honrède est le nom donné à une construction mégalithique située sur la commune d'Espiens dans le département français de Lot-et-Garonne.
Le monument n'a été signalé qu'à la fin des années 1960 par Y.Marcadal.

## Description
L'allée funéraire s'étend sur 6,30 m de long et oscille entre 0,35 m et 0,95 m de large. Elle a été édifiée selon une orientation sud-ouest/nord-est. L'allée est délimitée latéralement par respectivement quatre et cinq orthostates. Les restes du tumulus sont encore visibles.